# Red Thunder Cloud
A Red Thundercloud, Nube Roja de los truenos (Rhode Island, 1920-Massachusetts, 8 de enero de 1996), también conocido como Carlos Wéstez, se le consideró el último hablante nativo de la lengua catawba. Aunque existen acusaciones de que Nube Roja de los Truenos pudo haber sido un impostor que afirmaba hablar la lengua, mientras que los últimos hablantes de la lengua habrían muerto en los años 1960.
Los Catawba (también conocidos como Issa o Esaw) son una tribu de Norteamericanos Nativos, considerados una de las más poderosas tribus Sioux del este, que vivieron en el Sur de EE. UU., a lo largo de la frontera entre el Norte y el Sur de Carolina. Los Catawba comenzaron a asentarse en esta región en la mitad del siglo XVII.